# Sphinx hakodoensis
Sphinx hakodoensis är en fjärilsart som beskrevs av Bang-haas 1936. Sphinx hakodoensis ingår i släktet Sphinx och familjen svärmare. Inga underarter finns listade i Catalogue of Life.